# San Agustín del Pulque
San Agustín del Pulque är en ort i Mexiko.   Den ligger i kommunen Cuitzeo och delstaten Michoacán de Ocampo, i den centrala delen av landet, 210 km väster om huvudstaden Mexico City. San Agustín del Pulque ligger 1 844 meter över havet och antalet invånare är 3 561.
Terrängen runt San Agustín del Pulque är platt åt nordost, men åt sydväst är den kuperad. Runt San Agustín del Pulque är det ganska tätbefolkat, med 166 invånare per kvadratkilometer. Närmaste större samhälle är Cuitzeo del Porvenir, 7,3 km väster om San Agustín del Pulque.